# لشکر ۲ واکنش سریع (کره جنوبی)
لشکر ۲ واکنش سریع کره جنوبی (کره‌ای: 2신속대응사단) لشکر پیاده‌نظام نیروی زمینی جمهوری کره است، که در سال ۱۹۴۹ تأسیس شد.
لشکر دوم یک تشکیلات نظامی از ارتش جمهوری کره و تنها لشکر پیاده نظام در سپاه هفتم مانوری است که به عنوان یک یگان تهاجمی و یورش هوایی خدمت می‌کند.